# Date Masamune

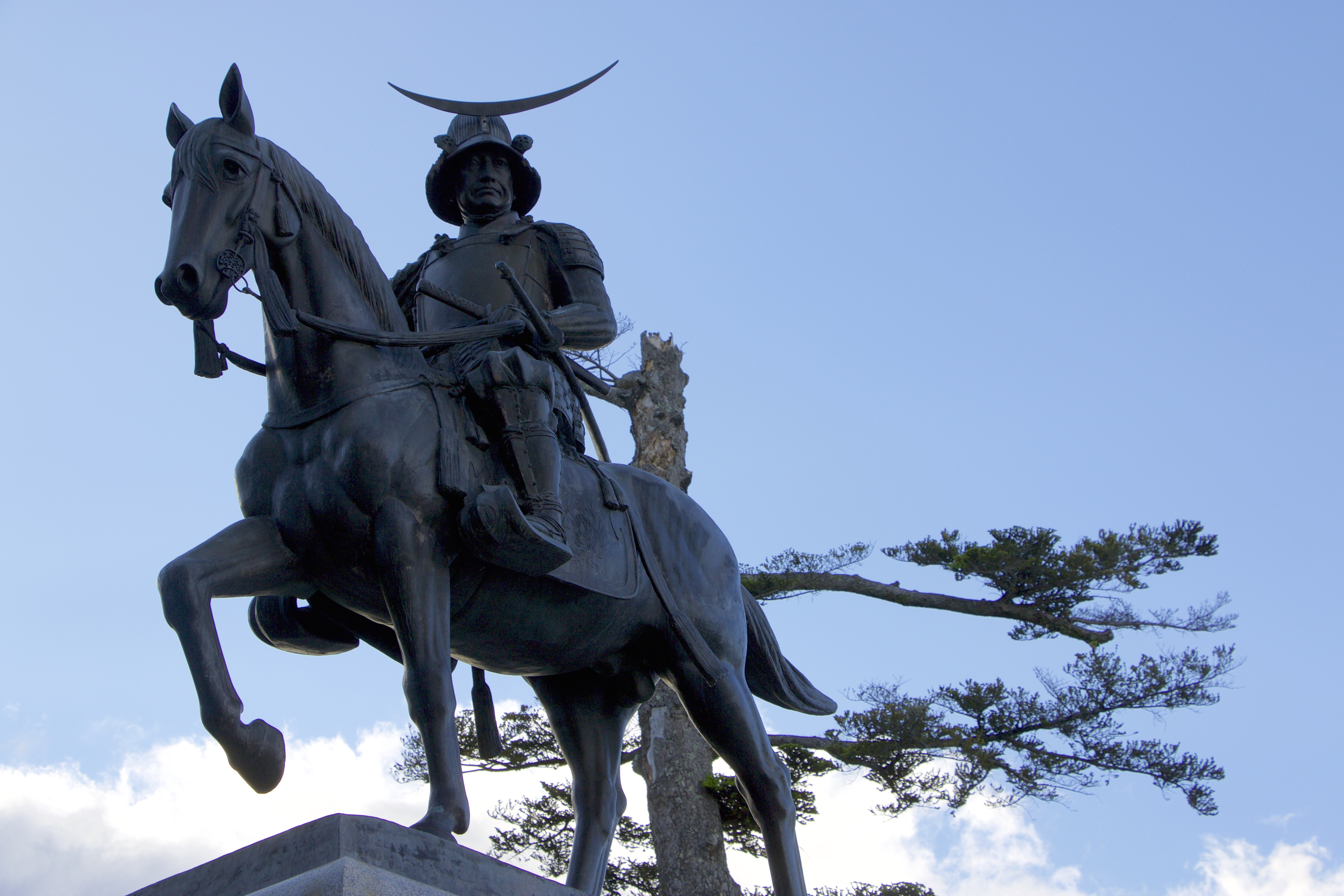
Ein modernes Reiterstandbild von Masamune.

Familienwappen Take ni Suzume (竹に雀, dt. „Feldsperling auf Bambus“)

Date Masamune (japanisch 伊達 政宗 Date Masamune; * 5. September 1567 in Yonezawa in Japan; † 27. Juni 1636 in Edo) war der Daimyo von Sendai in der japanischen Region Tohoku und als hervorragender Schwertkämpfer und Taktiker bekannt. Als Kami wird er im shintōistischen Aoba-Schrein in Sendai unter dem Namen Takefuruhiko-no-mikoto verehrt.

## Dokuganryū: Der Einäugige Drache des Nordens
Date Masamune, Kindheitsname (yōmyō) Bontenmaru (梵天丸), war der älteste Sohn von Date Terumune und wurde in der Burg Yonezawa in der heutigen Präfektur Yamagata geboren. Mit 18 Jahren folgte er seinem Vater als Daimyo nach, als dieser sich vom Amt zurückzog. Sein Vater sagte, dass er seinem Sohn die Macht bereits in jungen Jahren überlasse, um den kostspieligen Machtkampf zu vermeiden, den er selbst mit seinem eigenen Vater, Date Harumune hatte. Bald darauf desertierte ein Gefolgsmann der Date, Ouchi Sadatsuna, zum Clan der Ashina in der Region Aizu (dem späteren Lehen Aizu). Masamune erklärte für diesen Verrat den Ashina den Krieg.
Die Familie der Date wurde in der frühen Kamakura-Zeit von Isa Tomomune gegründet, der ursprünglich aus dem Bezirk Ise in der Provinz Hitachi stammte (heute in der Präfektur Ibaraki). Die Familie nahm ihren Namen vom Bezirk Date (heute Präfektur Fukushima) der Provinz Mutsu, die von Minamoto no Yoritomo, dem ersten Kamakura-Shogun an Isa Tomomune verliehen worden war. Anlass dazu war seine Unterstützung im Genpei-Krieg (1180–1185) und Yoritomos Machtkampf mit seinem Bruder, Minamoto no Yoshitsune.

## Masamune als Person

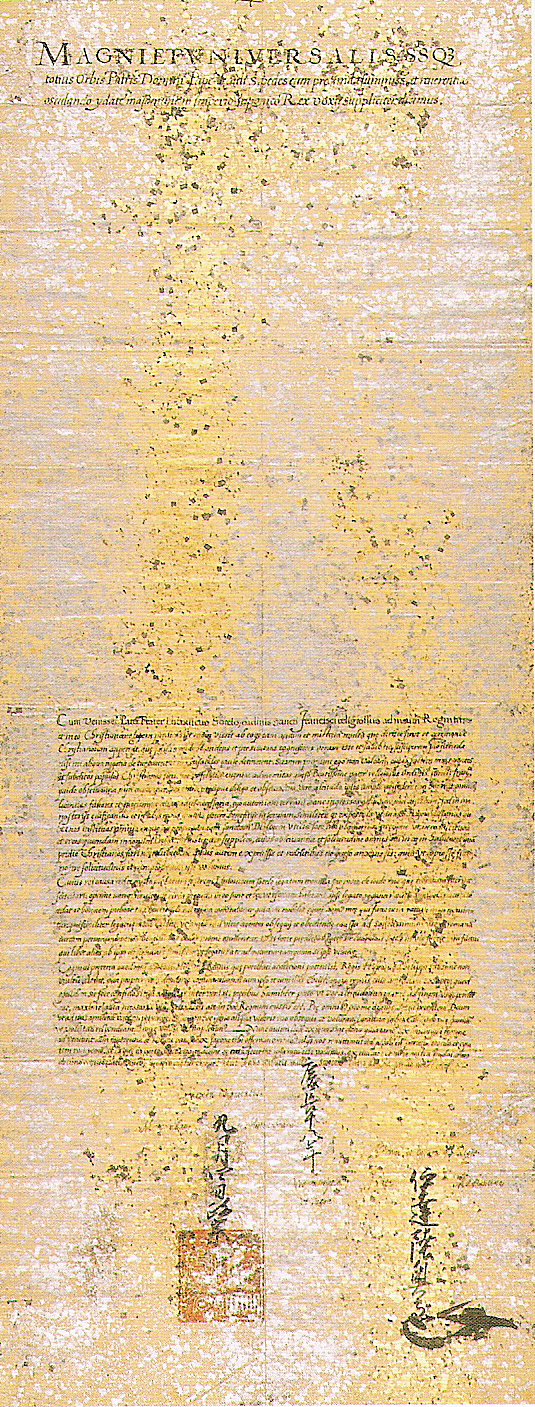
Ein Brief von Masamune an Papst Paul V.

Masamune ist für einige Dinge bekannt, die ihn aus den anderen Daimyo seiner Zeit herausheben. Besonders sein berühmter Helm erlangte einen furchteinflößenden Ruf. Als Kind verlor Masamune ein Auge durch eine Pocken-Infektion (er soll sein Auge selbst herausgerissen haben). Wegen des fehlenden Auges wurde er von seiner Mutter als ungeeignet für die Clanführung angesehen und sie bevorzugte daher seinen Bruder als Erbe. Nach einigen Historikern versuchte seine Mutter ihn sogar eines Abends mit dem Essen zu vergiften. Konsequenterweise tötete Masamune seinen Bruder, um an die Macht zu kommen. Dazu soll er angemerkt haben: „Ich dachte, dass wir als Brüder miteinander auskommen könnten; vielleicht im nächsten Leben...“
In den vorherigen Generationen hatte Masamunes Familie ihre Macht über ihr Lehen gefestigt und eine Stabilitätspolitik gepflegt, indem sie Verwandte in benachbarte Clans verheirateten. Mit dem Aufstieg von Masamune wurden jedoch die freundschaftlichen Beziehungen beiseite gefegt, als er begann, alle umgebenden Territorien anzugreifen und zu erobern, selbst diejenigen, die von seinen eigenen Verwandten in den Provinzen Mutsu und Dewa gehalten wurden. Schockiert von seiner Skrupellosigkeit appellierte die benachbarte Familie Hatakeyama an seinen Vater, Date Terumune, die Feldzüge seines Sohnes zu zügeln. Bei einem Essen bei den Hatakeyama, sagte Terumune, dass er nicht in der Lage sei, seinen Sohn zu steuern. In einem unerhörten Akt der Hoffnungslosigkeit kidnappten die Hatakeyama daraufhin Terumune und versuchten ihn mitzunehmen. Masamune, der zur Jagd unterwegs war, wurde davon informiert. Masamune und seine Männer fingen die Entführer bei der Überquerung eines Flusses ab und Terumune rief „Kümmere Dich nicht um mich, eröffne das Feuer! Töte alle.“ Masamunes Männer führten diesen Befehl aus und töteten alle, einschließlich Terumune. Masamune führte den Krieg fort und folterte und tötete die Familien derjenigen, die seinen Vater entführt hatten.
Nach dem Sieg über die Ashina 1589 machte er das Lehen Aizu zu seiner Operationsbasis.
Im Jahre 1590 begann Toyotomi Hideyoshi Masamune als Bedrohung seiner eigenen Macht zu sehen und besetzte Aizu. Hideyoshi soll dabei Masamunes Armee mit 100.000 Mann umzingelt haben, um ihn zur Unterwerfung zu zwingen. Masamune erwartete, exekutiert zu werden, zog seine besten Kleider an und zeigte keine Furcht. Hideyoshi wünschte jedoch keinen weiteren Ärger und schonte sein Leben. Nachdem er Hideyoshi eine Zeit lang gedient hatte, bekam er die Burg Iwatesawa und das umliegende Land als seine Heimatdomäne. 1591 zog Masamune hier her um und baute die Burg wieder auf. Er förderte die Entstehung einer Stadt an ihrer Basis und blieb 13 Jahre hier. Die Region wurde ein wichtiges politisches und wirtschaftliches Zentrum. Masamune und seine Männer zeichneten sich bei der Invasion Koreas unter Hideyoshi aus. Nach Hideyoshis Tod begann er Tokugawa Ieyasu zu unterstützen.
Tokugawa Ieyasu verlieh Masamune die Herrschaft des riesigen und einnahmenreichen Lehens Sendai und machte Masamune damit zu einem der einflussreichsten Daimyo Japans. Ieyasu hatte Masamune ein „Eine-Million-Koku-Lehen“ versprochen, das Gebiet erzeugte aber auch nach bedeutenden Verbesserungen nur 640.000 Koku Reis, von dem das meiste zur Ernährung der Region Edo genutzt wurde. 1604 zog Masamune, begleitet von 52.000 Vasallen und ihren Familien in das damals kleine Fischerdorf Sendai. Seinen vierten Sohn, Date Muneyasu, ließ er zurück, um Iwadeyama zu regieren. Masamune sollte Sendai in eine große, prosperierende Stadt verwandeln.
Masamune dehnte den Handel mit der zuvor abgelegenen, meeresfernen Region Tohoku aus. Obwohl er sich anfangs Attacken durch feindliche Clans gegenübersah, gelang es, sie nach einigen anfänglichen Niederlagen niederzuhalten; er regierte schließlich eines der größten Gebiete des späten Tokugawa-Shogunates. Er ließ viele Paläste erbauen und arbeitete an vielen Projekten, um die Region zu verschönern. Er ist auch dafür bekannt, dass er Ausländer ermutigte, in sein Gebiet zu kommen. Es ist möglich, dass Masamune selbst ein christlicher Konvertit war, dies aber geheim hielt. Er begründete Beziehungen zum Papst in Rom, war aber gleichzeitig auch vom Wunsch nach dem Erwerb ausländischer Technologie motiviert, wie sie anderen Herren wie Oda Nobunaga besaßen. Für 270 Jahre war Tohoku ein Reiseziel, Gebiet des Handels und des Wohlstandes. Matsushima, eine Reihe winziger Inseln, wurde z. B. von dem wandernden Haiku-Dichter Matsuo Bashō ihre Schönheit und Ernsthaftigkeit gerühmt.

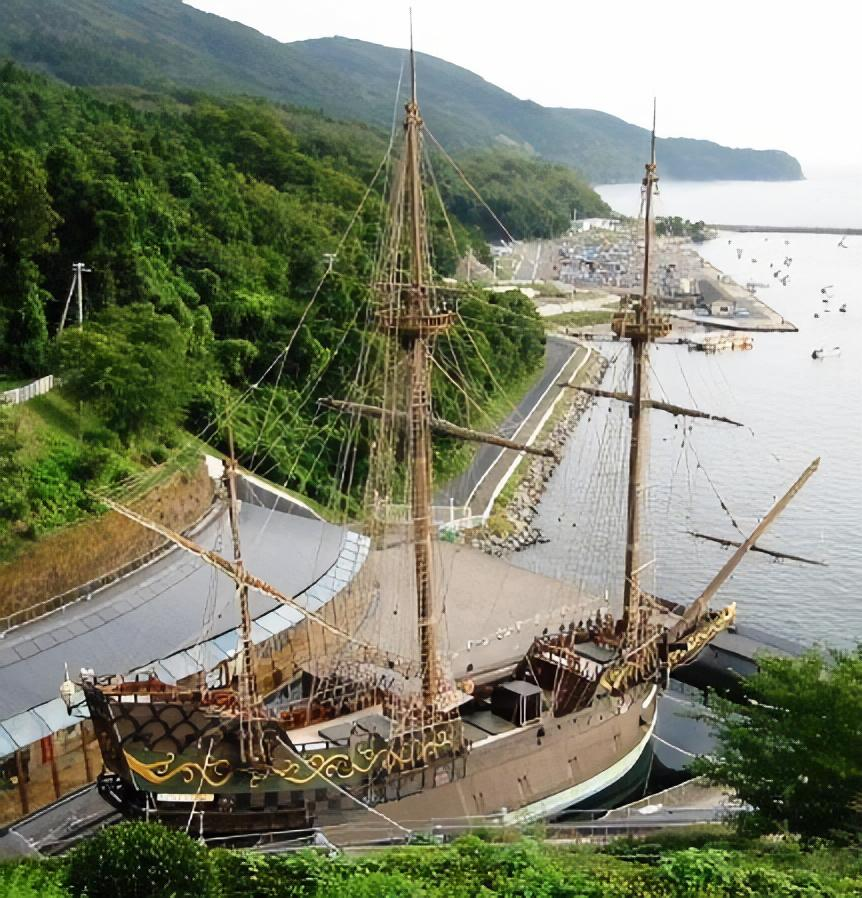
Die 1613 in Japan erbaute Galeone Date Maru, oder auch San Juan Bautista, in Ishinomaki, Japan (Nachbau).

Masamunes größte Errungenschaft war die Finanzierung und Unterstützung einer der ganz wenigen groß angelegten diplomatischen und Entdeckungsreisen dieser Periode in der japanischen Geschichte.
Er zeigte Sympathien mit den christlichen Missionaren und Händlern in Japan. Er erlaubte ihnen nicht nur, in seine Provinz zu kommen und dort zu predigen, er entließ auch den gefangenen Missionar Luis Sotelo aus den Händen von Tokugawa Ieyasu. Date Masamune erlaubte Sotelo und anderen Missionaren in Tokukoku ihre Religion zu praktizieren und Konvertiten zu gewinnen.
Date Masamune ordnete den Bau des Erkundungsschiffes San Juan Bautista unter Verwendung europäischer Schiffsbautechniken an. Er schickte einen seiner Anhänger, Hasekura Tsunenaga, Sotelo, und eine Gesandtschaft von 180 Personen auf eine erfolgreiche Reise, um Beziehungen mit dem Papst in Rom zu eröffnen. Diese Expedition besuchte die Philippinen, Mexiko, Spanien und Rom.
Zuvor hatten japanische Feudalherren niemals derartige Aktivitäten finanziert, so dass es vielleicht die erste erfolgreiche Reise nach Europa und Amerika überhaupt war. Mindestens 5 Teilnehmer der Expedition blieben für den Rest ihres Lebens in Coria (Sevilla) in Spanien, um der Christenverfolgung in Japan zu entgehen. 600 ihrer Abkömmlinge, mit dem Nachnamen Japón (Japan), leben heute in Spanien.
Obwohl Masamune die Künste förderte und er mit den Ausländern sympathisierte, war er auch ein aggressiver und ambitionierter Daimyo. Als er die Führung des Date-Clans übernahm, erlitt er einige wenige militärische Niederlagen durch mächtige und einflussreiche Clans wie die Ashina. Als Ursache wird auch unvorsichtiges Draufgängertum seitens Masamune gesehen. Kein Feudalherr vertraute Date Masamune vollständig. Toyotomi Hideyoshi verkleinerte seine Ländereien nach seiner Verzögerung im Anmarsch bei der Belagerung von Odawara gegen Hōjō Ujimasa. Später in seinem Leben vergrößerte Tokugawa Ieyasu seine Ländereien wieder, war aber ständig misstrauisch gegenüber Masamune und seiner Politik. Er empfand auch die ausländischen Missionare als Bedrohung seiner Macht. Deshalb befahl er die Hinrichtung von Padre Sotelo nach der Rückkehr von seiner Weltreise. Trotz der Verdächtigungen seitens Tokugawa Ieyasu und anderer Alliierter der Date, diente Date Masamune den Tokugawa und Toyotomi loyal. Er beteiligte sich an Hideyoshis Feldzügen in Korea, und an der Belagerung von Ōsaka. Als Tokugawa Ieyasu auf dem Sterbebett lag, besuchte ihn Masamune und las ihm ein Stück der Zen-Poesie vor.
Nach Masamunes Tod töteten sich zwanzig seiner Gefolgsleute selbst, um ihm im nächsten Leben zu dienen. Sie alle wurden im Mausoleum Masamunes, Zuihoden, bestattet.

## Eponyme
Am 2. Februar 1999 wurde der Asteroid (6859) Datemasamune nach ihm benannt.